# جون بيرن (ملحن)
جون بيرن (بالإنجليزية: John "Sean" Byrne)‏ هو ملحن وكاتب أغاني أمريكي، ولد في 16 نوفمبر 1947، وتوفي في 15 ديسمبر 2008.

## وصلات خارجية
- جون بيرن على موقع ميوزك برينز (الإنجليزية)
- جون بيرن على موقع ديسكوغز (الإنجليزية)